# Xã đặc quyền Windsor, Michigan
Xã Windsor (tiếng Anh: Windsor Township) là một xã thuộc quận Eaton, tiểu bang Michigan, Hoa Kỳ. Năm 2010, dân số của xã này là 6.838 người.